# Euciodálcio Gomes
Euciodálcio Gomes, meglio noto come Dálcio (Pragal, 22 maggio 1996), è un calciatore portoghese naturalizzato guineense, attaccante dell'Ankaragücü in prestito dalla Stella Rossa.

## Caratteristiche tecniche
È un'ala sinistra che può essere utilizzata anche nella fascia opposta. In patria veniva considerato l'erede di Nani.

## Statistiche

### Presenze e reti nei club
Statistiche aggiornate al 10 novembre 2024.
| Stagione            | Squadra             | Campionato          | Campionato | Campionato | Coppe nazionali | Coppe nazionali | Coppe nazionali | Coppe continentali | Coppe continentali | Coppe continentali | Altre coppe | Altre coppe | Altre coppe | Totale | Totale |
| Stagione            | Squadra             | Comp                | Pres       | Reti       | Comp            | Pres            | Reti            | Comp               | Pres               | Reti               | Comp        | Pres        | Reti        | Pres   | Reti   |
| ------------------- | ------------------- | ------------------- | ---------- | ---------- | --------------- | --------------- | --------------- | ------------------ | ------------------ | ------------------ | ----------- | ----------- | ----------- | ------ | ------ |
| 2014-2015           | Belenenses          | PL                  | 16         | 0          | CP+CdL          | 0+2             | 1               | -                  | -                  | -                  | -           | -           | -           | 18     | 1      |
| 2015-gen. 2016      | Belenenses          | PL                  | 3          | 0          | CP+CdL          | 0+1             | 0               | UEL                | 4                  | 0                  | -           | -           | -           | 8      | 0      |
| Totale Belenenses   | Totale Belenenses   | Totale Belenenses   | 19         | 0          |                 | 3               | 1               |                    | 4                  | 0                  |             | -           | -           | 26     | 1      |
| gen.-giu. 2016      | Benfica B           | SL                  | 17         | 1          | -               | -               | -               | -                  | -                  | -                  | -           | -           | -           | 17     | 1      |
| 2016-2017           | Benfica B           | SL                  | 33         | 1          | -               | -               | -               | -                  | -                  | -                  | -           | -           | -           | 33     | 1      |
| Totale Benfica B    | Totale Benfica B    | Totale Benfica B    | 50         | 2          |                 | -               | -               |                    | -                  | -                  |             | -           | -           | 50     | 2      |
| 2017-2018           | Rangers             | SP                  | 1          | 0          | SC+CdL          | 0               | 0               | UEL                | 2                  | 0                  | -           | -           | -           | 3      | 0      |
| 2018-2019           | Belenenses SAD      | PL                  | 23         | 0          | CP+CdL          | 1+4             | 0               | -                  | -                  | -                  | -           | -           | -           | 28     | 0      |
| 2019-2020           | Panaitōlikos        | SL                  | 24+6       | 1          | CG              | 4               | 1               | -                  | -                  | -                  | -           | -           | -           | 34     | 2      |
| 2020-2021           | Panaitōlikos        | SL                  | 24+7       | 0          | CG              | 2               | 0               | -                  | -                  | -                  | -           | -           | -           | 33     | 0      |
| Totale Panaitōlikos | Totale Panaitōlikos | Totale Panaitōlikos | 61         | 1          |                 | 6               | 1               |                    | -                  | -                  |             | -           | -           | 67     | 2      |
| 2021-2022           | Iōnikos             | SL                  | 24+7       | 2+2        | CG              | 3               | 1               | -                  | -                  | -                  | -           | -           | -           | 34     | 5      |
| 2022-2023           | APOEL               | A                   | 24+10      | 2          | CC              | 4               | 2               | UECL               | 6                  | 0                  | -           | -           | -           | 44     | 4      |
| 2023-2024           | APOEL               | A                   | 21+10      | 3          | CC              | 0               | 0               | UECL               | 6                  | 0                  | -           | -           | -           | 37     | 3      |
| Totale APOEL        | Totale APOEL        | Totale APOEL        | 65         | 5          |                 | 4               | 2               |                    | 12                 | 0                  |             | -           | -           | 81     | 7      |
| 2024-2025           | Stella Rossa        | SL                  | 8          | 0          | CS              | 1               | 0               | UCL                | 6                  | 0                  | -           | -           | -           | 15     | 0      |
| Totale carriera     | Totale carriera     | Totale carriera     | 258        | 12         |                 | 22              | 5               |                    | 24                 | 0                  |             | -           | -           | 304    | 17     |

### Cronologia presenze e reti in nazionale
| Cronologia completa delle presenze e delle reti in nazionale ― Guinea-Bissau | Cronologia completa delle presenze e delle reti in nazionale ― Guinea-Bissau | Cronologia completa delle presenze e delle reti in nazionale ― Guinea-Bissau | Cronologia completa delle presenze e delle reti in nazionale ― Guinea-Bissau | Cronologia completa delle presenze e delle reti in nazionale ― Guinea-Bissau | Cronologia completa delle presenze e delle reti in nazionale ― Guinea-Bissau | Cronologia completa delle presenze e delle reti in nazionale ― Guinea-Bissau | Cronologia completa delle presenze e delle reti in nazionale ― Guinea-Bissau |
| Data                                                                         | Città                                                                        | In casa                                                                      | Risultato                                                                    | Ospiti                                                                       | Competizione                                                                 | Reti                                                                         | Note                                                                         |
| ---------------------------------------------------------------------------- | ---------------------------------------------------------------------------- | ---------------------------------------------------------------------------- | ---------------------------------------------------------------------------- | ---------------------------------------------------------------------------- | ---------------------------------------------------------------------------- | ---------------------------------------------------------------------------- | ---------------------------------------------------------------------------- |
| 23-3-2022                                                                    | Óbidos                                                                       | Guinea-Bissau                                                                | 3 – 0                                                                        | Guinea Equatoriale                                                           | Amichevole                                                                   | -                                                                            | 60’                                                                          |
| 26-3-2022                                                                    | Rio Maior                                                                    | Angola                                                                       | 3 – 2                                                                        | Guinea-Bissau                                                                | Amichevole                                                                   | -                                                                            |                                                                              |
| 9-6-2022                                                                     | Marrakech                                                                    | Guinea-Bissau                                                                | 5 – 1                                                                        | São Tomé e Príncipe                                                          | Qual. Coppa d'Africa 2023                                                    | -                                                                            | 83’                                                                          |
| 13-6-2022                                                                    | Conakry                                                                      | Sierra Leone                                                                 | 2 – 2                                                                        | Guinea-Bissau                                                                | Qual. Coppa d'Africa 2023                                                    | -                                                                            | 83’                                                                          |
| 24-9-2022                                                                    | Fort-de-France                                                               | Martinica                                                                    | 1 – 1                                                                        | Guinea-Bissau                                                                | Amichevole                                                                   | -                                                                            | 84’                                                                          |
| 17-11-2022                                                                   | Adalia                                                                       | Guinea-Bissau                                                                | 1 – 3                                                                        | Gabon                                                                        | Amichevole                                                                   | -                                                                            |                                                                              |
| 20-11-2022                                                                   | Aksu                                                                         | Gambia                                                                       | 0 – 0                                                                        | Guinea-Bissau                                                                | Amichevole                                                                   | -                                                                            | 69’                                                                          |
| 24-3-2023                                                                    | Abuja                                                                        | Nigeria                                                                      | 0 – 1                                                                        | Guinea-Bissau                                                                | Qual. Coppa d'Africa 2023                                                    | -                                                                            | 81’                                                                          |
| 27-3-2023                                                                    | Bissau                                                                       | Guinea-Bissau                                                                | 0 – 1                                                                        | Nigeria                                                                      | Qual. Coppa d'Africa 2023                                                    | -                                                                            |                                                                              |
| 14-6-2023                                                                    | Bissau                                                                       | São Tomé e Príncipe                                                          | 0 – 1                                                                        | Guinea-Bissau                                                                | Qual. Coppa d'Africa 2023                                                    | -                                                                            | 90+3’                                                                        |
| 13-10-2023                                                                   | Setúbal                                                                      | Guinea                                                                       | 1 – 0                                                                        | Guinea-Bissau                                                                | Amichevole                                                                   | -                                                                            |                                                                              |
| 17-11-2023                                                                   | Marrakech                                                                    | Burkina Faso                                                                 | 1 – 1                                                                        | Guinea-Bissau                                                                | Qual. Mondiali 2026                                                          | -                                                                            | 83’                                                                          |
| 20-11-2023                                                                   | Il Cairo                                                                     | Gibuti                                                                       | 0 – 1                                                                        | Guinea-Bissau                                                                | Qual. Mondiali 2026                                                          | -                                                                            | 73’                                                                          |
| 6-1-2024                                                                     | Bamako                                                                       | Mali                                                                         | 6 – 2                                                                        | Guinea-Bissau                                                                | Amichevole                                                                   | -                                                                            | 86’                                                                          |
| 13-1-2024                                                                    | Abidjan                                                                      | Costa d'Avorio                                                               | 2 – 0                                                                        | Guinea-Bissau                                                                | Coppa d'Africa 2023 - 1º turno                                               | -                                                                            | 85’                                                                          |
| 18-1-2024                                                                    | Abidjan                                                                      | Guinea Equatoriale                                                           | 4 – 2                                                                        | Guinea-Bissau                                                                | Coppa d'Africa 2023 - 1º turno                                               | -                                                                            | 77’                                                                          |
| 22-1-2024                                                                    | Abidjan                                                                      | Guinea-Bissau                                                                | 0 – 1                                                                        | Nigeria                                                                      | Coppa d'Africa 2023 - 1º turno                                               | -                                                                            | 88’                                                                          |
| 5-9-2024                                                                     | Bissau                                                                       | Guinea-Bissau                                                                | 1 – 0                                                                        | eSwatini                                                                     | Qual. Coppa d'Africa 2025                                                    | -                                                                            | 73’                                                                          |
| 10-9-2024                                                                    | Maputo                                                                       | Mozambico                                                                    | 2 – 1                                                                        | Guinea-Bissau                                                                | Qual. Coppa d'Africa 2025                                                    | -                                                                            | 82’                                                                          |
| 11-10-2024                                                                   | Bamako                                                                       | Mali                                                                         | 1 – 0                                                                        | Guinea-Bissau                                                                | Qual. Coppa d'Africa 2025                                                    | -                                                                            | 69’                                                                          |
| 15-10-2024                                                                   | Bissau                                                                       | Guinea-Bissau                                                                | 0 – 0                                                                        | Mali                                                                         | Qual. Coppa d'Africa 2025                                                    | -                                                                            | 78’                                                                          |
| 15-11-2024                                                                   | Lobamba                                                                      | eSwatini                                                                     | 1 – 1                                                                        | Guinea-Bissau                                                                | Qual. Coppa d'Africa 2025                                                    | -                                                                            |                                                                              |
| 19-11-2024                                                                   | Bissau                                                                       | Guinea-Bissau                                                                | 1 – 2                                                                        | Mozambico                                                                    | Qual. Coppa d'Africa 2025                                                    | -                                                                            |                                                                              |
| Totale                                                                       |                                                                              | Presenze                                                                     | 23                                                                           |                                                                              | Reti                                                                         | 0                                                                            |                                                                              |

## Palmarès

### Club

#### Competizioni nazionali
- Campionato cipriota: 1

APOEL: 2023-2024